# Церква Вознесіння Господнього (Нетерпинці)
Церква Вознесіння Господнього в Нетерпинцях — парафія і храм греко-католицької громади Залозецького деканату Тернопільсько-Зборівської архієпархії Української греко-католицької церкви в селі Нетерпинці Тернопільського району Тернопільської области.

## Історія церкви
Храм був збудований у 1870 році. Парафія і церква належали до УГКЦ до 1947 року, а 6 грудня 1991 року знову повернулися в її лоно.
При парафії діють: братство Матері Божої Неустанної Помочі, братство «Апостольство молитви», Марійська дружина та УМХ. На території парафії встановлено чотири хрести і фігуру Матері Божої.

## Парохи
- о. Йосиф Богачевський,
- о. Авдикович,
- о. Василь Тимчуіс,
- о. Андрухів,
- о. Яків Зробко,
- о. Василь Пеленчук,
- о. Микола Гулей,
- о. Левко Білошкірка,
- о. Володимир Познахівський,
- о. Михайло Чайковський,
- о. Роман Біль,
- о. Ярослав Яловіца,
- о. Василь Івасюк,
- о. Михайло Вересюк,
- о. Стефан Зубко (з вересня 1995).